# Alexander Naumowitsch Zfasman
Alexander Naumowitsch "Bob" Zfasman, auch als Zfassman transkribiert, (russisch Александр Наумович Цфасман, wiss. Transliteration Aleksandr Naumovič Cfasman; * 1. Dezemberjul. / 14. Dezember 1906greg. in Saporischschja; † 20. Februar 1971 in Moskau) war ein russischer Jazz-Bandleader, Komponist und Pianist des Swing. Er zählte zu den Pionieren des Jazz in der Sowjetunion, war mit seiner Band zeitweilig ein bedeutender Star der sowjetischen Unterhaltungsmusik (Estrada) einer der populärsten Jazzmusiker der 1920er bis 1940er Jahre.

## Leben

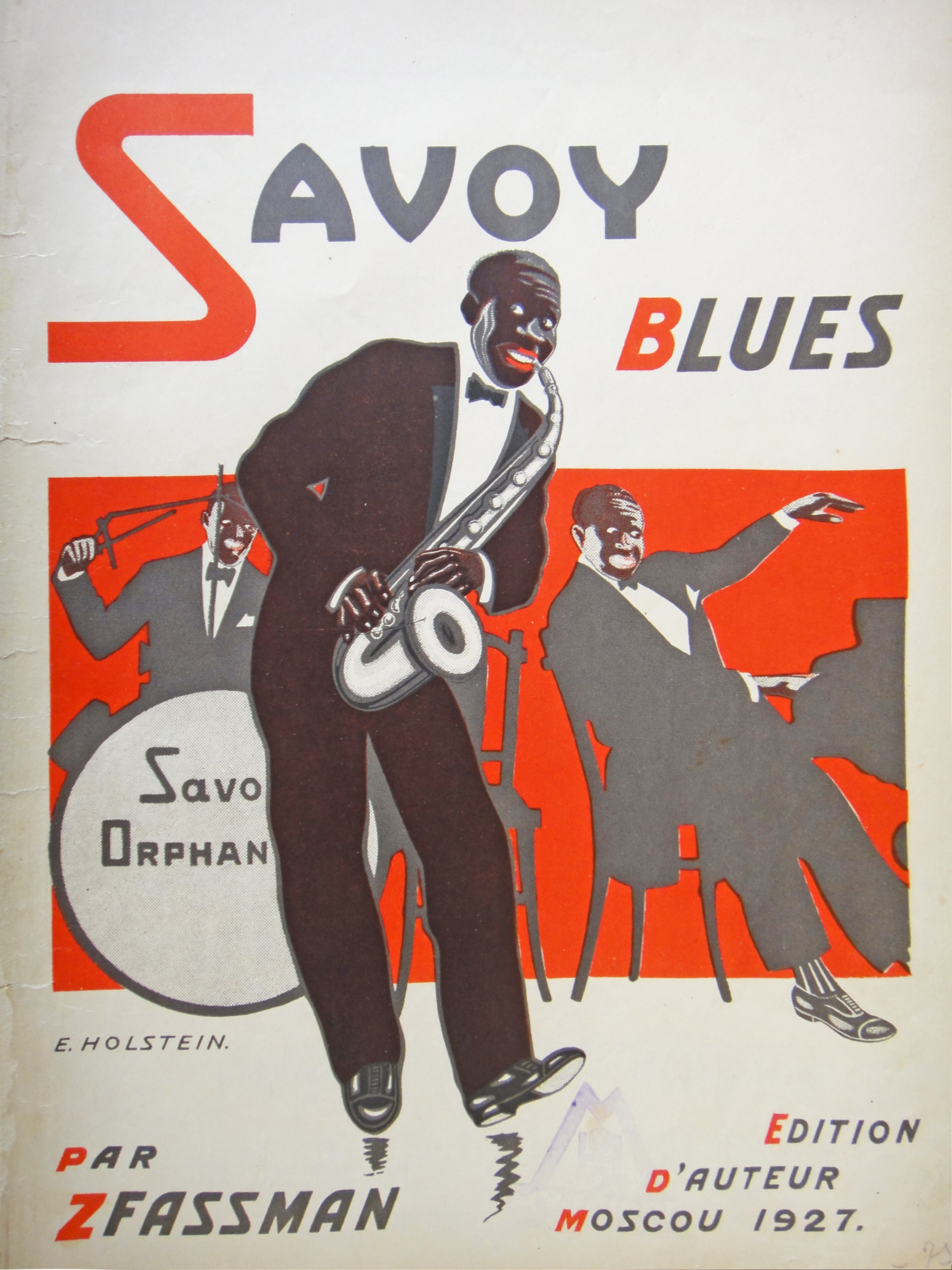
Plakat für Alexander Zfasmans 1927 erschienenes „Savoy Blues“

Zfasman wuchs in Nischni Nowgorod in einer jüdischen Familie auf; im Alter von sieben Jahren lernte er Violine und Klavier an der dortigen Musikschule. Er studierte später am Moskauer Konservatorium bei dem Pädagogen Felix Blumenfeld; 1926 gründete er das Ensemble AMA Jazz, die erste große Jazzformation in Moskau. Die Band bestand aus
Trompete, Posaune, Schlagzeug, Banjo, Klarinette (mit Zweitstimme Saxophon) und Zfasman am Klavier; an Stelle des Kontrabasses oder der Tuba setzte er ein Baritonsaxophon ein. Diese Band trat im Club Eremitage, in Restaurants und in großen Kinos auf. 1927 entstanden erste Radioaufnahmen, kurz danach erste Schallplatten-Einspielungen (Harry Warrens Semiole und Vincent Youmans’ Hallelujah!), die ersten Jazz-Dokumente der UdSSR schlechthin. Beeinflusst war die Musik von AMA Jazz vom Hot Jazz-Stil eines Benny Peyton und Sidney Bechet. Dann entstanden erst wieder 1937 weitere Aufnahmen, wie die Titel To a Far Way, At the Seashore, Unsuccessfull Dating und eine Version des polnischen Tangos Ta ostatnia niedziela (Parting). Neben den Engagements mit seiner Band trat Zfasman als Solo-Pianist auf und schuf außerdem eine Reihe von kleineren Werken, wie die Ballett-Suite Rot-Front für Orchester (1931), ein Konzert für Klavier und Jazz-Orchester (1941), ein Intermezzo für Klarinette und Big Band (Benny Goodman gewidmet) (1944) und schrieb Theater- und Filmmusiken. Seine Kompositionen sind stark von George Gershwin beeinflusst;  1946 besorgte er auch einer der ersten Aufführungen der Rhapsody in Blue in der UdSSR. 1951 erhielt er Gelegenheit, bei einem neuen Klavierkonzert von Dmitri Schostakowitsch als Solist mitzuwirken. Ab 1939 arbeitete Zfasman auch für das All Union-Radio. Im Zweiten Weltkrieg schrieb er patriotische Kriegssongs wie It Makes No Difference oder Young Sailors.
Zfasman war ein Vorreiter auf dem Gebiet des sowjetischen Jazz; er war der erste Solist und der erste Russe, der die neue Musik vollberuflich ausübte. Zur Popularität von Zfasman und seiner Band vor allem bei der Jugend trug ihre „Aura trotzigen Nonkonformismus“ (Starr) bei. 1928 wurde die AMA Jazzband in Moskowskie rebjata (Moskauer Jungen) umbenannt und erweitert. 1933 hatte sie die Größe der damals üblichen US-amerikanischen Swingbands erreicht. Die profiliertesten Musiker der Band waren der Saxophonist Alexander Wasiliew (mit einem leichten Anklang an den Sound von Benny Carter), die Saxophonisten und Klarinettisten Emil Geigner und Alexander Rivtschun, der Posaunist Iossif David, der Schlagzeuger László Olach und der Trompeter Mikhail Frumkin, der die Growl-Technik des Ellington Trompeters Bubber Miley beherrschte. Improvisieren konnten allerdings nur die besten Musiker der Band; viele waren Armeemusiker oder kamen aus der Provinz. Neben der AMA-Band leitete Zfasman in seiner Karriere bis 1952 insgesamt sechs Bands wie die Dreizehn Virtuosen von 1933 bis 1937 und das Jazz-Orchester des Rundfunkkomitees der UdSSR von 1939 bis 1946, die ein vielseitiges Repertoire mit den Stücken aus dem Repertoire von Rosita Serrano (Küss mich, bitte bitte küss mich), Andrews Sisters (Josef, Josef), Rina Ketty (J'attendrai) oder vielen englischen Bands dieser Zeit beherrschen mussten und sich im Laufe des Zweiten Weltkrieges zunehmend dem Stil der Bands von Tommy Dorsey oder Benny Goodman näherten. Zum Schluss leitete Zfasman ein großes Orchester in der Art des Glenn Miller Orchesters.
In seinem Klavierspiel orientierte er sich am Stride Piano Stil eines James P. Johnson oder an Fats Waller; später in den Nachkriegsjahren verarbeitete er auch Einflüsse von Art Tatum und z. T. Count Basie. Zfasmans größte Hits in der UdSSR waren amerikanische Jazz-Standards wie Blue Skies oder Chattanooga Choo Choo; doch er komponierte auch eigene Titel wie The Sound of Jazz und kurze wehmütige Balladen. Es gelang ihm in den späten 1930er Jahren den Gängelungen durch die Kultur-Bürokratie zu entgehen. Er konnte noch 1939 einen neuen Schallplatten-Vertrag aushandeln, für den er ein elfköpfiges Ensemble zusammenstellte.
Mit dem Beginn des Kalten Krieges änderte sich die Kulturpolitik. Im Sommer 1946, im Zuge des Kampfes gegen den westlichen Einfluss, wurde Zfasman seines Orchesters, des Jazz-Orchesters des Rundfunkkomitees der UdSSR, beraubt, ein Jahr später wurde das Orchester aufgelöst. Die Erfahrungen mit der sowjetischen Kulturbürokratie haben ihn verbittern lassen: 1957 antwortete er auf die Frage, ob er ein neues Orchester plane: „Ich bin alt. Ich habe einen guten Verdienst, eine Datscha auf dem Lande, eine Frau und einen Wagen. Der Komponistenverband verlangt von mir nur, dass ich ihr jeden Monat einen neuen Marsch, eine Polka oder einen Walzer abliefere […] also was soll ich mich abrackern […]“. In den späten 1950er und 1960er Jahren schrieb Zfasman gelegentlich Jazzsongs, trat als Pianist, Musikkritiker, Publizist und Jury-Mitglied auf, zog sich aber mehr und mehr aus der Öffentlichkeit zurück.